# Hit to Death in the Future Head
Hit to Death in the Future Head é o quinto álbum de estúdio da banda norte-americana The Flaming Lips, foi lançado em 1992.
| Críticas profissionais                                                      | Críticas profissionais |
| Avaliações da crítica                                                       | Avaliações da crítica  |
| Fonte                                                                       | Avaliação              |
| --------------------------------------------------------------------------- | ---------------------- |
| Allmusic                                                                    | [ 2 ]                  |
| Esta tabela precisa de ser acompanhada por texto em prosa. Consulte o guia. |                        |

## Faixas
1. "Talkin' 'Bout the Smiling Deathporn Immortality Blues (Everyone Wants to Live Forever)" - 3:49
2. "Hit Me Like You Did the First Time" - 3:41
3. "The Sun" - 3:31
4. "Felt Good to Burn" - 3:21
5. "Gingerale Afternoon (The Astrology of a Saturday)" - 3:45
6. "Halloween on the Barbary Coast" - 5:42
7. "The Magician vs. the Headache" - 3:12
8. "You Have to Be Joking (Autopsy of the Devil's Brain)" - 3:55
9. "Frogs" - 4:28
10. "Hold Your Head" - 4:24
11. Untitled - 29:16